# Kamëz
Kamëz è un comune albanese situato nella prefettura di Tirana.
In seguito alla riforma amministrativa del 2015, è stato accorpato a Kamëz il comune di Paskuqan, portando la popolazione complessiva del comune di Kamëz a 189.777 abitanti (dati censimento 2011).
Situato a 7 km a nord della capitale, fa parte della sua area urbana.

## Sport
Il Calcio è lo sport più seguito di Kamëz e la squadra di calcio del Klubi Sportiv Kamza milita nella Kategoria Superiore (Serie A Albanese).